# Ebracher Hof (Rödelsee)

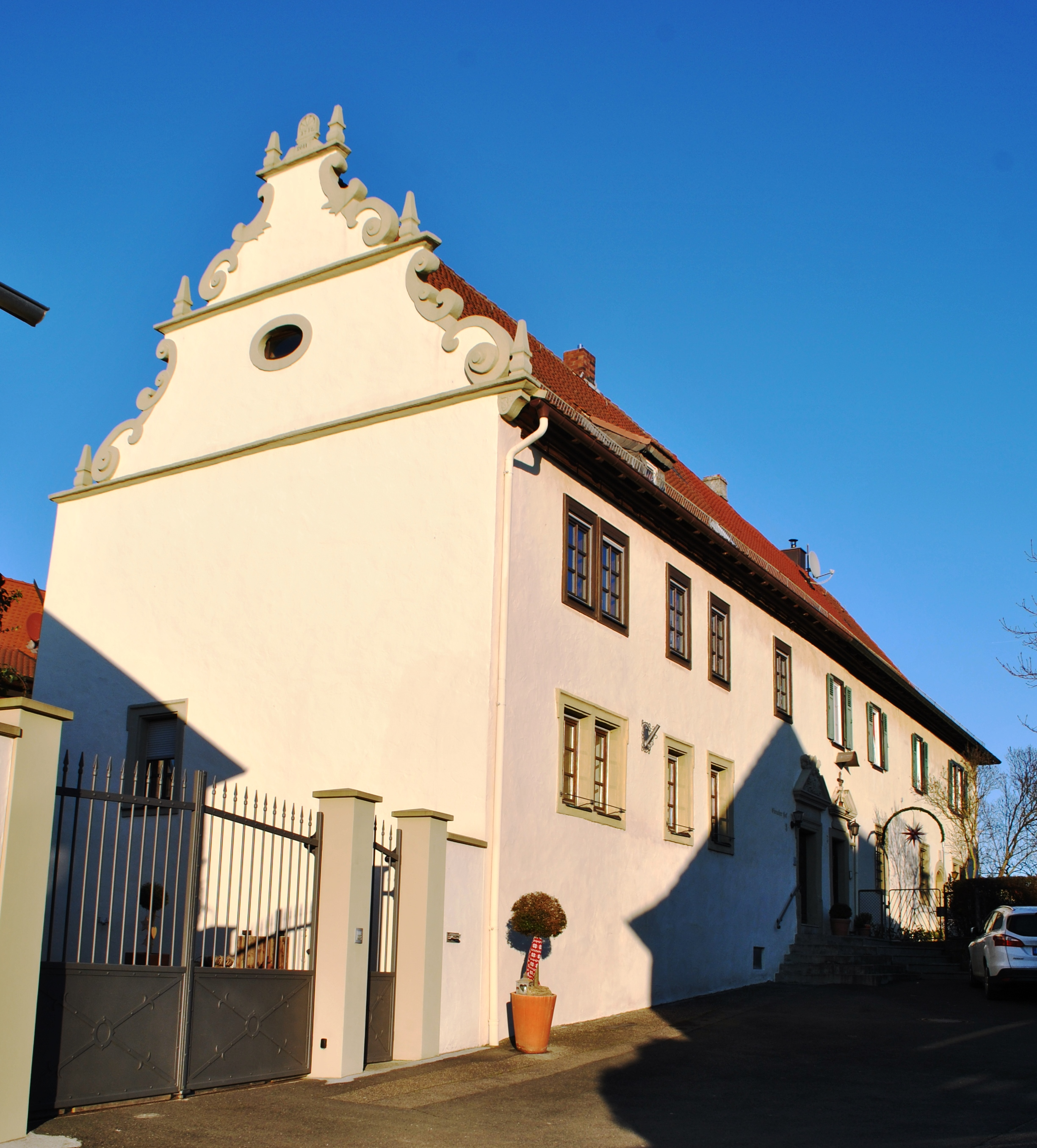
Der Ebracher Hof in Rödelsee

Der Ebracher Hof im unterfränkischen Rödelsee im Landkreis Kitzingen ist ein ehemaliger Zehnthof des Zisterzienserklosters Ebrach. Die Anlage befindet sich an der Straße Ebracher Hof inmitten des Ortes.

## Geschichte
Die Entstehung des Ebracher Hofes in Rödelsee datiert wahrscheinlich auf die Zeit um 1600. Unter dem Abt Hieronymus I. Hölein nahm das Kloster einige Bauvorhaben in Angriff. Wahrscheinlich war der alte Klosterhof der Abtei zu klein oder baufällig geworden. Die Zisterze war nur einer der Dorfherren in dem kleinen Ort und musste deshalb sein Repräsentationsgebäude am Rande von Rödelsee abseits der anderen Zehnthöfe errichten.
Im Jahr 1712 kam es zu einer umfassenden Erneuerung des Zehnthofes, wobei auch die Innenräume dem veränderten Zeitgeschmack angepasst wurden. Abt Paulus II. Baumann brachte nach vollendeter Renovierung sein Wappen über dem Portal des Hofes an. Erneut renovierte man den Hof 1752, eine Inschrift belegt dieses Jahr. Nach der Auflösung der Zisterze Ebrach kam das Haus in private Hände. In den 1930er Jahren wurden mehrere Wohnungen in dem Gebäude eingerichtet.

## Beschreibung
Der Zehnthof ist ein zweigeschossiger Putzbau. Er ist mit reichen Volutengiebeln ausgestattet, die durch zwei Quergesimse gegliedert sind. Die Fenster sind teilweise zweibahnig gearbeitet und haben profilierte Gewände. Das Dachgeschoss wird lediglich von einigen Schleppgauben durchlichtet, an der Giebelseite übernimmt ein ovales Ochsenauge die Beleuchtung. Im Obergeschoss befinden sich im Inneren einige Stuckdecken von 1712.
Mehrere Portale sind wohl auf die Umbauten zum Mehrfamilienhaus zurückzuführen, da der Zehnthof ursprünglich wohl ein einfaches Doppelportal besaß. Im Jahr 1712 wurde eines der Portale erneuert. Der Rahmen wurde reich profiliert und geohrt, schlichte diamantförmige Bosse leiten zu einem Treppenaufgang über. Der Giebel ist gesprengt und zeigt die Wappen von Paulus II. Baumann und das der Zisterzienser, von einem Engel bekrönt. Das Portal schließt mit Muschelwerk ab.